# Julián Lajos
Julián Lajos Olaberri, llamado Lajos (Larráinzar, 4 de mayo de 1940 - Pamplona, 18 de julio de 2013), fue un jugador español de pelota vasca en la modalidad de mano, ocupaba el puesto de zaguero.
Durante su andadura profesional fue el segundo pelotari navarro en lograr la txapela en el Manomanista del año 1971, repitiendo título en otra ocasión (1976). Asimismo, jugó otras dos finales, renunciando a una tercera, tras no concederle la Federación Española de Pelota el aplazamiento solicitado debido a los problemas musculares que alegó. En todas las finales tuvo como contrincante al también navarro Retegi I, con el que mantuvo una gran rivalidad desde que se enfrentaron en la final del Manomanista de Segunda Categoría en 1967, en la que Lajos cayó derrotado.

## Finales manomanistas
| Año  | Campeón   | Subcampeón    | Tanteo | Frontón |
| ---- | --------- | ------------- | ------ | ------- |
| 1970 | Retegui I | Lajos         | 22-12  | Anoeta  |
| 1971 | Lajos     | Retegui I     | 22-17  | Anoeta  |
| 1972 | Retegui I | Lajos (1)     |        |         |
| 1975 | Retegui I | Lajos         | 22-14  | Anoeta  |
| 1976 | Lajos     | Retegui I (2) |        |         |

(1) Lajos no se presentó en la final tras no concederle el aplazamiento solicitado por problemas musculares.
(2) Retegui I no pudo jugar la final por mal de manos.

## Final del manomanista de 2ª Categoría
| Año  | Campeón  | Subcampeón | Tanteo | Frontón              |
| ---- | -------- | ---------- | ------ | -------------------- |
| 1967 | Retegi I | Lajos      | 22-14  | Municipal de Bergara |